# Автошлях Р 45
| Автошлях Р 45    |                                    |
| Довжина          | Загальна — 105,1 км                |
| Області          | Сумська область Харківська область |
| Мапа             |                                    |
| Маршрут          |                                    |
| Суми             | Н07 Н12 Р44 Р45 Р61 Т 1901 Т 1909  |
| Верхня Сироватка | Н12                                |
| Стінка           |                                    |
| Самотоївка       |                                    |
| Краснопілля      |                                    |
| Земляне          |                                    |
| Мезенівка        |                                    |
| Славгород        |                                    |
| Порозок          |                                    |
| Пожня            |                                    |
| Дружба           |                                    |
| Шурове           |                                    |
| Широкий Берег    |                                    |
| Велика Писарівка | на Охтирку Т 1705                  |
| Дегтярі          |                                    |
| Леськівка        | Р46 Т 1701 Т 1702                  |
| Богодухів        |                                    |

Автошлях Р 45 — автомобільний шлях регіонального значення на території України. Проходить територією Сумської та Харківської областей через Суми — Краснопілля — Богодухів. Загальна довжина — 105,1 км.